# Фатулла Хан Акбар
Фатулла Хан Акбар (перс. فتح الله خان اکبر; 1878—1947) — перський державний та політичний діяч, прем'єр-міністр країни у 1920—1921 роках. Був усунутий від посади глави уряду в результаті перевороту, здійсненого Зіяеддіном Табатабайї та Резою Шахом Пахлаві.